# 기성전 (중국)
중국 기성전(중국어 간체자: 中国围棋棋圣战, 정체자: 中國圍棋棋聖戰)은 중국기원, 뤄양시 인민정부, 뤄양 신취관위원회에서 주최하고 뤄양시 스포츠협회와 뤄양시 바둑협회에서 협찬하는 중국의 바둑 기전이다. 우승상금은 60만 위안, 준우승 상금은 15만 위안이다. 2014년 이후 일시 중지됐다 4년 만에 부활한 기성전은 5번기에서 3번기로 변경되었고, 우승상금도 60만 위안에서 80만 위안으로 증액되어, 중국기전 내 최다 상금 기전이 되었다. 

## 역대 우승자
| 회수 | 연도 | 우승       | 전적 | 준우승     |
| ---- | ---- | ---------- | ---- | ---------- |
| 1    | 2013 | 저우루이양 | 3-2  | 퉈자시     |
| 2    | 2014 | 저우루이양 | 3-1  | 롄샤오     |
| 3    | 2018 | 롄샤오     | 2-1  | 저우루이양 |
| 4    | 2019 | 커제       | 2-1  | 롄샤오     |
| 5    | 2021 | 커제       | 2-0  | 스웨       |